# Futbol'nyj Klub Fakel Voronež 2011-2012
Questa voce raccoglie le informazioni riguardanti il Futbol'nyj Klub Fakel Voronež nelle competizioni ufficiali della stagione2011-2012.

## Stagione
La squadre chiuse al diciannovesimo posto in seconda serie, venendo condannato alla retrocessione in terza serie.

## Rosa
| N. |                     | Ruolo | Calciatore           |
| -- | ------------------- | ----- | -------------------- |
| -  | Romania (bandiera)  | P     | Emilian Dolha        |
| -  | Russia (bandiera)   | P     | Fedor Dyachenko      |
| -  | Russia (bandiera)   | P     | Ivan Asyutin         |
| -  | Russia (bandiera)   | D     | Evgeniy Gapon        |
| -  | Russia (bandiera)   | D     | Ismail Ediev         |
| -  | Russia (bandiera)   | D     | Aleksandr Kudryashov |
| -  | Russia (bandiera)   | D     | Andrey Kolesnikov    |
| -  | Russia (bandiera)   | D     | Maksim Zinovijev     |
| -  | Russia (bandiera)   | D     | Aleksey Zhitnikov    |
| -  | Russia (bandiera)   | D     | Aleksey Mikhalev     |
| -  | Lettonia (bandiera) | C     | Juris Laizans        |
| -  | Russia (bandiera)   | C     | Aleksandr Burakov    |
| -  | Russia (bandiera)   | C     | Lyubomir Kantonistov |

| N. |                   | Ruolo | Calciatore         |
| -- | ----------------- | ----- | ------------------ |
| -  | Russia (bandiera) | C     | Sergey Egorov      |
| -  | Russia (bandiera) | C     | Sergey Gavrilov    |
| -  | Russia (bandiera) | C     | Denis Klopkov      |
| -  | Russia (bandiera) | C     | Sergey Khabarov    |
| -  | Russia (bandiera) | C     | Dmitri Shestakov   |
| -  | Russia (bandiera) | C     | Vladimir Eremeev   |
| -  | Russia (bandiera) | C     | Oleg Gerasimenko   |
| -  | Russia (bandiera) | A     | Irakli Logua       |
| -  | Russia (bandiera) | A     | Andrey Kozlov      |
| -  | Russia (bandiera) | A     | Evgeni Gavryuk     |
| -  | Russia (bandiera) | A     | Denis Rustan       |
| -  | Russia (bandiera) | A     | Aleksandr Abroskin |

## Risultati

### Campionato
| Brjansk 4 aprile 2011, ore 10:50 1ª giornata | Dinamo Brjansk | 0 – 1 referto | Fakel Voronež | (9 500 spett.) |

| Voronež 7 aprile 2011, ore 17:05 2ª giornata | Fakel Voronež | 1 – 2 referto | Šinnik | Stadio Centrale (19 500 spett.) |

| Voronež 15 aprile 2011, ore 19:00 3ª giornata | Fakel Voronež | 1 – 1 referto | Gazovik Orenburg | Stadio Centrale (15 600 spett.) |

| Voronež 18 aprile 2011, ore 19:00 4ª giornata | Fakel Voronež | 0 – 0 referto | Ural | Stadio Centrale (15 300 spett.) |

| Novorossijsk 25 aprile 2011, ore 18:00 5ª giornata | Černomorec Novorossijsk | 1 – 0 referto | Fakel Voronež | Stadio Centrale (6 000 spett.) |

| Soči 28 aprile 2011, ore 19:00 6ª giornata | Žemčužina-Soči | 0 – 0 referto | Fakel Voronež | Stadio olimpico Fišt (7 500 spett.) |

| Vladivostok 4 maggio 2011, ore 19:00 7ª giornata | Luč-Ėnergija | 0 – 0 referto | Fakel Voronež | Stadio Dinamo (4 500 spett.) |

| Chabarovsk 7 maggio 2011, ore 17:00 8ª giornata | SKA-Ėnergija | 1 – 0 referto | Fakel Voronež | Stadio Lenin (4 000 spett.) |

| Voronež 14 maggio 2011, ore 19:00 9ª giornata | Fakel Voronež | 0 – 0 referto | Torpedo Mosca | Stadio Centrale (12 700 spett.) |

| Voronež 17 maggio 2011, ore 19:00 10ª giornata | Fakel Voronež | 2 – 3 referto | Baltika | Stadio Centrale (11 500 spett.) |

| Astrachan' 24 maggio 2011, ore 19:00 11ª giornata | Volgar'-Gazprom | 2 – 0 referto | Fakel Voronež | Stadio Centrale (3 500 spett.) |

| Vladikavkaz 27 maggio 2011, ore 19:00 12ª giornata | Alanija Vladikavkaz | 1 – 0 referto | Fakel Voronež | Respublikanskij stadion Spartak (12 000 spett.) |

| Voronež 4 giugno 2011, ore 16:00 13ª giornata | Fakel Voronež | 1 – 0 referto | KAMAZ | Stadio Centrale (8 500 spett.) |

| Voronež 7 giugno 2011, ore 19:00 14ª giornata | Fakel Voronež | 0 – 0 referto | Mordovija | Stadio Centrale (11 200 spett.) |

| Nižnij Novgorod 14 giugno 2011, ore 18:00 15ª giornata | Nižnij Novgorod | 3 – 1 referto | Fakel Voronež | (1 000 spett.) |

| Vladimir 17 giugno 2011, ore 18:00 16ª giornata | Torpedo Vladimir | 1 – 0 referto | Fakel Voronež | (5 100 spett.) |

| Voronež 24 giugno 2011, ore 19:00 17ª giornata | Fakel Voronež | 0 – 3 referto | Sibir' | Stadio Centrale (10 300 spett.) |

| Voronež 27 giugno 2011, ore 19:00 18ª giornata | Fakel Voronež | 1 – 2 referto | Enisej | Stadio Centrale (8 000 spett.) |

| Voronež 11 luglio 2011, ore 20:00 19ª giornata | Fakel Voronež | 0 – 1 referto | Chimki | Stadio Centrale (9 500 spett.) |

| Voronež 9 agosto 2011, ore 19:30 20ª giornata | Fakel Voronež | 0 – 1 referto | Dinamo Brjansk | Stadio Centrale (12 800 spett.) |

| Jaroslavl' 12 agosto 2011, ore 18:30 21ª giornata | Šinnik | 1 – 0 referto | Fakel Voronež | Stadio Šinnik (4 100 spett.) |

| Orenburg 19 agosto 2011, ore 19:30 22ª giornata | Gazovik Orenburg | 2 – 1 referto | Fakel Voronež | Stadio Gazovik (3 500 spett.) |

| Ekaterinburg 22 agosto 2011, ore 19:00 23ª giornata | Ural | 1 – 1 referto | Fakel Voronež | Stadio Centrale (4 000 spett.) |

| Voronež 29 agosto 2011, ore 19:30 24ª giornata | Fakel Voronež | 1 – 0 referto | Černomorec Novorossijsk | Stadio Centrale (11 000 spett.) |

| Voronež 1º settembre 2011, ore 19:30 25ª giornata | Fakel Voronež | + – - referto | Žemčužina-Soči | (4 000 spett.) |

| Chimki 6 settembre 2011, ore 16:00 26ª giornata | Chimki | 2 – 0 referto | Fakel Voronež | Stadio Rodina (1 000 spett.) |

| Voronež 12 settembre 2011, ore 18:30 27ª giornata | Fakel Voronež | 1 – 3 referto | Luč-Ėnergija | Stadio Centrale (8 000 spett.) |

| Voronež 15 settembre 2011, ore 18:30 28ª giornata | Fakel Voronež | 2 – 2 referto | SKA-Ėnergija | Stadio Centrale (10 000 spett.) |

| Mosca 28 settembre 2011, ore 19:00 29ª giornata | Torpedo Mosca | 2 – 0 referto | Fakel Voronež | Stadio Ėduard Strel'cov (6 500 spett.) |

| Kaliningrad 25 settembre 2011, ore 18:00 30ª giornata | Baltika | 0 – 0 referto | Fakel Voronež | Stadio Baltika (6 000 spett.) |

| Voronež 3 ottobre 2011, ore 17:45 31ª giornata | Fakel Voronež | 0 – 1 referto | Volgar'-Gazprom | Stadio Centrale (5 000 spett.) |

| Voronež 6 ottobre 2011, ore 18:30 32ª giornata | Fakel Voronež | 1 – 1 referto | Alanija Vladikavkaz | Stadio Centrale (9 000 spett.) |

| Naberežnye Čelny 14 ottobre 2011, ore 18:00 33ª giornata | KAMAZ | 3 – 1 referto | Fakel Voronež | Stadio KAMAZ (2 000 spett.) |

| Saransk 17 ottobre 2011, ore 18:00 34ª giornata | Mordovija | 3 – 2 referto | Fakel Voronež | Start Stadion (4 500 spett.) |

| Voronež 24 ottobre 2011, ore 18:30 35ª giornata | Fakel Voronež | 0 – 0 referto | Nižnij Novgorod | Stadio Centrale (5 000 spett.) |

| Voronež 27 ottobre 2011, ore 18:30 36ª giornata | Fakel Voronež | 2 – 1 referto | Torpedo Vladimir | Stadio Centrale (6 500 spett.) |

| Novosibirsk 4 novembre 2011, ore 16:00 37ª giornata | Sibir' | 1 – 2 referto | Fakel Voronež | Spartak Stadium (5 500 spett.) |

| Krasnojarsk 7 novembre 2011, ore 13:00 38ª giornata | Enisej | 1 – 1 referto | Fakel Voronež | Stadio Centrale (2 000 spett.) |

### Kubok Rossii
| Arbitro: | Vitali Anisimov |

|                         |           |                                              |
| Artur Elbaev 39’ (rig.) | Marcatori | 49’ Irakli Logua 71’ (rig.) Dmitri Shestakov |

| Arbitro: | Vladimir Rogulev |

|                                             |           |                       |
| Aleksey Mikhalev 13’ Aleksandr Abroskin 24’ | Marcatori | 56’ Aleksandr Erokhin |

| Arbitro: | Vyacheslav Popov |

|                                             |           |  |
| Aleksandr Abroskin 26’ Andrey Akopyants 65’ | Marcatori |  |

| Arbitro: | Sergej Kuznecov |

|  |                      |  |
|  | Tiri di rigore 4 – 3 |  |